# Ooctonus atroflavus
Ooctonus atroflavus är en stekelart som beskrevs av Soyka 1949. Ooctonus atroflavus ingår i släktet Ooctonus och familjen dvärgsteklar.
Artens utbredningsområde är Österrike. Inga underarter finns listade i Catalogue of Life.